# Andrzej Woisim Antonowicz
Andrzej Woisim Antonowicz herbu Hełm – porucznik pospolitego ruszenia województwa trockiego w 1773 roku.